# Syntrita monostigmatalis
Syntrita monostigmatalis is een vlinder uit de familie van de grasmotten (Crambidae). De wetenschappelijke naam van deze soort is voor het eerst voorgesteld als Syngamia monostigmatalis door Paul Dognin in een publicatie uit 1912.
De soort komt voor in Colombia.